# Miloš Živković (1º dicembre 1984)
Miloš Živković (in serbo Милош Живковић?; Niš, 1º dicembre 1984) è un ex calciatore serbo, di ruolo difensore.